# Luigi Griffanti
Luigi Griffanti (né le 20 avril 1917 à Turbigo et mort le 2 mai 2006 à Florence) est un footballeur italien évoluant au poste de gardien de but.

## Biographie
Luigi Griffanti compte deux sélections en équipe d'Italie A en 1942.

## Clubs successifs
- Vigevano
- 1938-1943 : AC Fiorentina
- 1943-1944 : Torino FIAT
- 1945-1946 : AC Fiorentina
- 1946-1947 : AC Venise

## Palmarès
- Vainqueur de la Coupe d'Italie en 1940 avec la Fiorentina